# Liste der Europastraßen

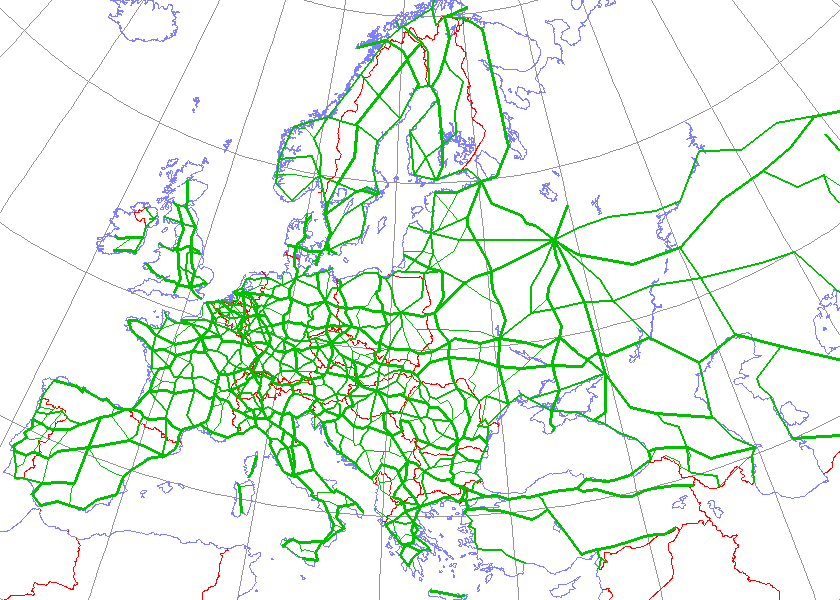
Übersichtskarte der Europastraßen

Die Liste der Europastraßen bietet einen Überblick über die Europastraßen und die Staaten, durch die diese verlaufen. Eine Erklärung für die Abkürzungen der einzelnen Staaten findet sich in der Liste der Kfz-Nationalitätszeichen.

## West-Ost-Richtung

### 0-er Hauptnetz, von West nach Ost
| Karte | Nummer                                | Länge        | Staaten                              | Verlauf |
| ----- | ------------------------------------- | ------------ | ------------------------------------ | --- |
|       | Vorlage:RSIGN/Wartung/EU-E-Einbindung | 880 km       | N S                                  | Å i Lofoten – Narvik Kiruna – Gällivare – Överkalix – Töre – Luleå |
|       | Vorlage:RSIGN/Wartung/EU-E-Einbindung | 1.880 km     | IRL GB DK S EST RUS                  | Shannon Airport – Limerick – Port Laoise – Dublin – (Fähre) Liverpool – Manchester – Bradford – Leeds – Kingston upon Hull – (Fähre) Esbjerg – Kolding – Middelfart – Odense – Kopenhagen – Øresundsbron Malmö – Helsingborg – Göteborg – Skara – Örebro – Eskilstuna – Södertälje – Stockholm – (Fähre) Tallinn – Kohtla-Järve – Narva Sankt Petersburg |
|       | Vorlage:RSIGN/Wartung/EU-E-Einbindung | 6.453 km     | IRL GB NL D PL BY RUS                | Cork – Rosslare Harbour – (Fähre) Fishguard – Swansea – Cardiff – Newport – Bristol – Swindon – Reading – London – Colchester – Ipswich – Felixstowe – (Fähre) Hoek van Holland – Den Haag – Utrecht – Amersfoort – Apeldoorn – Hengelo Rheine – Osnabrück – Bad Oeynhausen – Hannover – Braunschweig – Magdeburg – Berlin – Frankfurt (Oder) Świebodzin – Posen – Konin – Kutno – Łowicz – Warschau – Biała Podlaska Brest – Kobryn – Baranawitschy – Minsk – Baryssau – Orscha Smolensk – Moschaisk – Moskau – Rjasan – Pensa – Samara – Ufa – Tscheljabinsk – Ischim – Omsk |
|       | Vorlage:RSIGN/Wartung/EU-E-Einbindung | 8.000 km     | F B D PL UA RUS KZ UZ TM UZ KZ KG KZ | Calais – Dunkerque Brügge – Gent – Brüssel – Lüttich Aachen – Köln – Siegen – Wetzlar – Gießen – Bad Hersfeld – Eisenach – Erfurt – Weimar – Jena – Gera – Chemnitz – Dresden – Görlitz Bolesławiec – Legnica – Breslau – Opole – Krakau – Tarnów – Rzeszów Lwiw – Dubno – Riwne – Schytomyr – Kiew – Lubny – Poltawa – Charkiw – Slowjansk – Debalzewe – Luhansk Kamensk-Schachtinski – Wolgograd – Astrachan Atyrau – Beineu Qoʻngʻirot – Nukus Daşoguz Buxoro – Samarqand – Taschkent Schymkent – Taras Bischkek Almaty – Öskemen – Ridder |
|       | Vorlage:RSIGN/Wartung/EU-E-Einbindung | 4.910 km     | F D CZ SK UA RUS                     | Brest – Morlaix – Saint-Brieuc – Rennes – Laval – Le Mans – Chartres – Paris – Reims – Châlons-en-Champagne – Verdun – Metz Saarbrücken – Kaiserslautern – Ludwigshafen am Rhein – Mannheim – Heilbronn – Feuchtwangen – Ansbach – Nürnberg – Amberg – Waidhaus Pilsen – Prag – Humpolec – Jihlava – Brünn Trenčín – Žilina – Ružomberok – Poprad – Prešov – Košice Uschhorod – Mukatschewo – Stryj – Ternopil – Winnyzja – Uman – Kropywnyzkyj – Dnipro – Donezk – Debalzewe Rostow am Don – Armawir – Machatschkala |
|       | Vorlage:RSIGN/Wartung/EU-E-Einbindung | 6.590 km     | F CH A D A H RO GE AZ TM UZ TJ KG    | Brest – Lorient – Vannes – Nantes – Angers – Tours – Orléans – Montargis – Auxerre – Beaune – Dole – Besançon – Belfort – Mülhausen Basel – Zürich – Winterthur – St. Gallen Bregenz – Feldkirch – Landeck – Telfs – Innsbruck Rosenheim – Bad Reichenhall Salzburg – Sattledt – Linz – St. Pölten – Wien Mosonmagyaróvár – Győr – Tatabánya – Budapest – Szolnok – Püspökladány Oradea – Cluj-Napoca – Turda – Târgu Mureș – Brașov – Ploiești – Bukarest – Urziceni – Slobozia – Constanța – Agigea – (Fähre) Poti – Senaki – Samtredia – Kutaissi – Chaschuri – Gori – Tiflis – Rustawi Qazax – Gəncə – Yevlax – Baku – (Fähre) Türkmenbaşy – Gyzylarbat – Aşgabat – Tejen – Mary – Türkmenabat Olot – Buxoro – Qarshi – Gʻuzor – Sherobod – Termiz Duschanbe – Jirgatol Sarytasch – Irkeschtam |
|       | Vorlage:RSIGN/Wartung/EU-E-Einbindung | 5.380 km     | E F I SLO HR SRB RO BG TR GE         | A Coruña – Ḷḷuarca – Avilés – Gijón – Torrelavega – Santander – Bilbao – Donostia-San Sebastián Bayonne – Bordeaux – Périgueux – Brive-la-Gaillarde – Clermont-Ferrand – Saint-Étienne – Givors – Bourgoin-Jallieu – Chambéry – Chamousset – Modane Turin – Asti – Alessandria – Tortona – Piacenza – Cremona – Brescia – Verona – Vicenza – Padua – Venedig – Portogruaro – Triest Postojna – Ljubljana Zagreb – Sisak – Slavonski Brod Belgrad – Pančevo – Vršac Timișoara – Drobeta Turnu Severin – Craiova – Caracal – Bukarest – Giurgiu Russe – Schumen – Warna – (Fähre) Samsun – Altınordu – Trabzon Batumi – Poti |
|       | Vorlage:RSIGN/Wartung/EU-E-Einbindung | ca. 5.700 km | P E F I HR MNE RKS SRB BG TR         | Lissabon – Santarém – Coimbra – Viseu – Guarda Salamanca – Tordesillas – Valladolid – Burgos – Miranda de Ebro – Bilbao – Donostia-San Sebastián Bayonne – Orthez – Pau – Tarbes – Toulouse – Carcassonne – Narbonne – Béziers – Montpellier – Nîmes – Arles – Salon-de-Provence – Aix-en-Provence – Fréjus – Cannes – Nizza Ventimiglia – San Remo – Imperia – Savona – Genua – La Spezia – Viareggio – Pisa – Livorno – Grosseto – Civitavecchia – Rom – Pescara – (Fähre) Dubrovnik Podgorica Mitrovica – Pristina Niš – Pirot Sofia – Pasardschik – Plowdiw – Tschirpan – Chaskowo – Swilengrad Edirne – Havsa – Babaeski – Silivri – Istanbul – İzmit – Adapazarı – Düzce – Bolu – Gerede – Ilgaz – Merzifon – Amasya – Niksar – Refahiye – Erzincan – Erzurum – Ağrı – Doğubeyazıt           |
|       | Vorlage:RSIGN/Wartung/EU-E-Einbindung | ca. 4.770 km | P E I GR TR                          | Lissabon – Setúbal – Évora – Estremoz Badajoz – Mérida – Trujillo – Madrid – Guadalajara – Calatayud – Saragossa – Lleida – Barcelona / Mazara del Vallo – (Fähre) Castelvetrano – Alcamo – Palermo – Messina – (Fähre) – Reggio Calabria – Catanzaro – Crotone – Lido di Metaponto – Tarent – Brindisi – Lecce – Otranto – (Fähre) Igoumenitsa – Ioannina – Kozani – Thessaloniki – Kavala – Xanthi – Komotini – Ferrai Keşan – Çanakkale – Bandırma – Karacabey – Bursa – Bozüyük – Eskişehir – Sivrihisar – Polatlı – Ankara – Aksaray – Tarsus – Adana – Ceyhan – Osmaniye – Gaziantep – Şanlıurfa – Viranşehir – Kızıltepe – Nusaybin – Cizre (– Irak) |

### Hauptnetz, von West nach Ost
| Karte | Nummer                                | Länge        | Staaten              | Verlauf |
| ----- | ------------------------------------- | ------------ | -------------------- | --- |
|       | Vorlage:RSIGN/Wartung/EU-E-Einbindung | 1.410 km     | N FIN                | Tromsø Muonio – Tornio/Torneå – Kemi – Oulu/Uleåborg – Vasa/Vaasa – Turku/Åbo |
|       | Vorlage:RSIGN/Wartung/EU-E-Einbindung | 910 km       | N S FIN              | Mo i Rana Storuman – Umeå – (Fähre) Vaasa – Tampere – Hämeenlinna – Helsinki |
|       | Vorlage:RSIGN/Wartung/EU-E-Einbindung | 461 km       | N S                  | Trondheim – Stjørdal Storlien – Ånn – Duved – Åre – Järpen – Mörsil – Krokom – Östersund – Brunflo – Bräcke – Ånge – Sundsvall |
|       | Vorlage:RSIGN/Wartung/EU-E-Einbindung | 1.180 km     | GB N S               | Derry – Belfast / Glasgow – Edinburgh – (Fähre) Bergen – Hønefoss – Oslo Torsby – Malung – Borlänge – Gävle |
|       | Vorlage:RSIGN/Wartung/EU-E-Einbindung | 1.890 km     | GB N S FIN RUS       | Enniskillen – Belfast – (Fähre) – Stranraer – Carlisle – Newcastle – (Fähre) Kristiansand – Drammen – Oslo Karlstad – Örebro – Västerås – Stockholm – Kapellskär – (Fähre) Turku/Åbo – Helsinki/Helsingfors Выборг/Vyborg/Viipuri/Viborg – Sankt Petersburg |
|       | Vorlage:RSIGN/Wartung/EU-E-Einbindung | 5.320 km     | GB NL D S LV RUS     | Holyhead – Chester – Manchester – Huddersfield – Leeds – Grimsby – (Fähre) Amsterdam – Sneek – Joure – Heerenveen – Groningen Leer – Oldenburg – Delmenhorst – Bremen – Hamburg – Lübeck – Wismar – Rostock – Stralsund – Sassnitz – Fährverbindung Königslinie Trelleborg – Malmö – Kristianstad – Kalmar – Västervik – Norrköping – (Fähre) Ventspils – Riga Welikije Luki – Moskau – Wladimir – Nischni Nowgorod – Kasan – Jelabuga – Igra – Perm – Jekaterinburg – Tjumen – Ischim |
|       | Vorlage:RSIGN/Wartung/EU-E-Einbindung | 254 km       | GB                   | Birmingham – Coventry – Kettering – Cambridge – Ipswich |
|       | Vorlage:RSIGN/Wartung/EU-E-Einbindung | 283 km       | D                    | Hamburg – Schwerin – Berlin |
|       | Vorlage:RSIGN/Wartung/EU-E-Einbindung | 1.280 km     | D PL RUS LT BY       | Berliner Ring – Prenzlau Stettin – Koszalin – Słupsk – Gdynia – Danzig – Elbląg Kaliningrad Marijampolė – Vilnius Minsk – Homel |
|       | Vorlage:RSIGN/Wartung/EU-E-Einbindung | 31 km        | GB                   | Colchester – Harwich |
|       | Vorlage:RSIGN/Wartung/EU-E-Einbindung | 489 km       | B NL D               | Antwerpen – Turnhout Eindhoven – Venlo Moers – Duisburg – Oberhausen – Recklinghausen – Dortmund – Bielefeld – Bad Oeynhausen |
|       | Vorlage:RSIGN/Wartung/EU-E-Einbindung | 240 km       | D PL                 | Berlin – Lübben (Spreewald) – Cottbus Bolesławiec |
|       | Vorlage:RSIGN/Wartung/EU-E-Einbindung | ca. 3.400 km | UA RUS KZ            | Hluchiw Kursk – Woronesch – Borissoglebsk – Saratow Oral – Aqtöbe – Qysylorda – Schymkent |
|       | Vorlage:RSIGN/Wartung/EU-E-Einbindung | 680 km       | F B D                | Dunkerque – Lille Tournai – Mons – Charleroi – Namur – Lüttich – Verviers Prüm – Bitburg – Wittlich – Bingen – Mainz – Rüsselsheim am Main – Frankfurt am Main – Aschaffenburg |
|       | Vorlage:RSIGN/Wartung/EU-E-Einbindung | 780 km       | F L D                | Le Havre – Neufchâtel-en-Bray – Amiens – Saint-Quentin – Charleville-Mézières – Sedan Luxemburg Trier – Wittlich – Koblenz – Limburg – Wetzlar – Gießen – Alsfeld |
|       | Vorlage:RSIGN/Wartung/EU-E-Einbindung | 753 km       | F B                  | Cherbourg – Caen – Rouen – Beauvais – Compiègne – Reims – Charleville-Mézières – Sedan Lüttich |
|       | Vorlage:RSIGN/Wartung/EU-E-Einbindung | 350 km       | D CZ                 | Schweinfurt – Bamberg – Bayreuth – Marktredwitz Cheb – Karlsbad – Prag |
|       | Vorlage:RSIGN/Wartung/EU-E-Einbindung | 554 km       | F D A                | Straßburg Kehl – Baden-Baden – Karlsruhe – Pforzheim – Stuttgart – Ulm – Augsburg – München – Rosenheim Salzburg |
|       | Vorlage:RSIGN/Wartung/EU-E-Einbindung | 980 km       | F D CH D             | Paris – Sens – Troyes – Langres – Vesoul – Belfort – Mülhausen Lörrach Schaffhausen Singen (Hohentwiel) – Lindau – Memmingen – Landsberg am Lech – München |
|       | Vorlage:RSIGN/Wartung/EU-E-Einbindung | 330 km       | D A                  | Nürnberg – Neumarkt – Regensburg – Straubing – Deggendorf – Passau Ried – Wels – Sattledt |
|       | Vorlage:RSIGN/Wartung/EU-E-Einbindung | 2.200 km     | A SK UA RO MD UA RUS | Wien Bratislava – Trenčín – Košice Uschhorod – Mukatschewo Baia Mare – Suceava – Iași Chișinău – Tiraspol Odessa – Mykolajiw – Cherson – Melitopol – Mariupol Taganrog – Rostow am Don |
|       | Vorlage:RSIGN/Wartung/EU-E-Einbindung | 1.270 km     | F CH I               | Nantes – Poitiers – Bellac – Montluçon – Moulins – Paray-le-Monial – Mâcon – Bourg-en-Bresse Genf – Lausanne – Martigny – Brig-Glis Domodossola – Mailand – Tortona – Genua |
|       | Vorlage:RSIGN/Wartung/EU-E-Einbindung | 246 km       | I                    | Turin – Novara – Mailand – Bergamo – Brescia |
|       | Vorlage:RSIGN/Wartung/EU-E-Einbindung | 651 km       | I A H                | Brixen – Toblach Lienz – Spittal an der Drau – Villach – Klagenfurt am Wörthersee – Graz Körmend – Veszprém – Székesfehérvár |
|       | Vorlage:RSIGN/Wartung/EU-E-Einbindung | 499 km       | H RO                 | Szeged Arad – Deva – Sebeș – Sibiu – Brașov |
|       | Vorlage:RSIGN/Wartung/EU-E-Einbindung | 242 km       | F                    | Bordeaux – Montauban – Toulouse |
|       | Vorlage:RSIGN/Wartung/EU-E-Einbindung | 246 km       | F I                  | Nizza Ventimiglia – Cuneo – Asti – Alessandria |
|       | Vorlage:RSIGN/Wartung/EU-E-Einbindung | 88 km        | I                    | Pisa – Lucca – Pistoia – Florenz |
|       | Vorlage:RSIGN/Wartung/EU-E-Einbindung | 286 km       | I                    | Grosseto – Siena – Arezzo – Sansepolcro – Fano |
|       | Vorlage:RSIGN/Wartung/EU-E-Einbindung | 379 km       | P E                  | Porto – Vila Real – Bragança Zamora – Tordesillas |
|       | Vorlage:RSIGN/Wartung/EU-E-Einbindung | 163 km       | TR                   | Keşan – Tekirdağ – Silivri |
|       | Vorlage:RSIGN/Wartung/EU-E-Einbindung | 470 km       | AL GR                | Korça Florina – Thessaloniki |
|       | Vorlage:RSIGN/Wartung/EU-E-Einbindung | 620 km       | TR                   | Ankara – Kırıkkale – Yerköy – Yozgat – Yildizeli – Sivas – Refahiye |
|       | Vorlage:RSIGN/Wartung/EU-E-Einbindung | 350 km       | GR                   | Lefkada – Preveza – Igoumenitsa – Ioannina – Larisa |
|       | Vorlage:RSIGN/Wartung/EU-E-Einbindung | 83 km        | GR                   | Korinth – Eleusis – Athen |
|       | Vorlage:RSIGN/Wartung/EU-E-Einbindung | 446 km       | TR                   | Izmir – Turgutlu – Salihli – Uşak – Afyonkarahisar – Emirdağ – Sivrihisar |
|       | Vorlage:RSIGN/Wartung/EU-E-Einbindung | 60 km        | TR                   | Topboğazı – Kırıkhan – Reyhanlı – Cilvegözü (– Syrien) |

## Nord-Süd-Richtung

### 5-er Hauptnetz, von Nord nach Süd
| Karte | Nummer                                | Länge    | Staaten                               | Verlauf |
| ----- | ------------------------------------- | -------- | ------------------------------------- | --- |
|       | Vorlage:RSIGN/Wartung/EU-E-Einbindung | 3.100 km | GB F E                                | Greenock – Glasgow – Carlisle – Penrith – Preston – Warrington – Birmingham – Newbury – Southampton – (Fähre) Le Havre – Paris – Orléans – Tours – Poitiers – Bordeaux – Bayonne Donostia/San Sebastián – Bilbao – Miranda de Ebro – Burgos – Aranda de Duero – Madrid – Valdepeñas – Bailén – Córdoba – Sevilla – Cádiz – Algeciras |
|       | Vorlage:RSIGN/Wartung/EU-E-Einbindung | 3.610 km | GB F E                                | Thurso – Wick – Inverness – Perth – Edinburgh – Newcastle – Darlington – Doncaster – Newark-on-Trent – Peterborough – London – Maidstone – Folkestone – (Fähre / Eurotunnel) Calais – Arras – Compiègne – Paris – Auxerre – Beaune – Chalon-sur-Saône – Mâcon – Lyon – Valence – Orange – Nîmes – Montpellier – Béziers – Perpignan Figueres – Girona – Sabadell – Tarragona – Castellón de la Plana – Valencia – Alicante – Murcia – Lorca – Almería – Motril – Málaga – Algeciras |
|       | Vorlage:RSIGN/Wartung/EU-E-Einbindung | 2.500 km | NL B L F CH F I F I                   | Hoek van Holland – Rotterdam – Utrecht – ’s-Hertogenbosch – Eindhoven – Maastricht Lüttich – Neufchâteau Luxemburg Metz – Saverne – Straßburg – Colmar – Mülhausen Basel – Solothurn – Bern – Lausanne – Genf Chamonix-Mont-Blanc – Mont-Blanc-Tunnel Aosta – Ivrea – Vercelli – Alessandria – Genua – (Fähre) Bastia – Porto-Vecchio – Bonifacio – (Fähre) Porto Torres – Sassari – Cagliari – (Fähre) – Palermo |
|       | Vorlage:RSIGN/Wartung/EU-E-Einbindung | 1.647 km | NL D CH I                             | Amsterdam – Utrecht – Arnhem Bocholt – Oberhausen – Duisburg – Düsseldorf – Köln – Limburg – Wiesbaden – Rüsselsheim am Main – Darmstadt – Mannheim – Heidelberg – Karlsruhe – Baden-Baden – Offenburg – Freiburg Basel – Olten – Luzern – Altdorf – Bellinzona – Lugano Como – Mailand – Piacenza – Parma – Reggio nell’Emilia – Modena – Bologna – Florenz – Arezzo – Rom |
|       | Vorlage:RSIGN/Wartung/EU-E-Einbindung | 5.190 km | N FIN S DK D A I                      | Alta – Kautokeino Hetta – Karesuvanto Karesuando – Gällivare – Storuman – Östersund – Mora – Trollhättan – Göteborg – (Fähre) Frederikshavn – Aalborg – Randers – Aarhus – Horsens – Vejle – Kolding – Aabenraa Flensburg – Rendsburg – Neumünster – Hamburg – Walsrode – Hannover – Hildesheim – Göttingen – Kassel – Fulda – Würzburg – Erlangen – Nürnberg – Ingolstadt – München – Rosenheim Kufstein – Innsbruck Brixen – Bozen – Trient – Verona – Modena – Bologna – Forlì – Cesena – Sansepolcro – Perugia – Terni – Rom – Caserta – Neapel – Salerno – Cosenza – Reggio Calabria – (Fähre) – Messina – Catania – Siracusa – Agrigento |
|       | Vorlage:RSIGN/Wartung/EU-E-Einbindung | 3.305 km | S DK D CZ A I GR                      | Helsingborg – (Fähre) Helsingør – Kopenhagen – Gedser – (Fähre) Rostock – Berlin – Lübben (Spreewald) – Dresden Teplice – Prag – Tábor – České Budějovice Linz – Sattledt – Salzburg – Eben – Spittal an der Drau – Villach Udine – Portogruaro – Venedig – Padua – Ravenna – Rimini – Ancona – Pescara – Foggia – Cerignola – Barletta – Bari – Brindisi – Lecce – Otranto – (Fähre) Igoumenitsa – Preveza – Arta – Agrinio – Patras – Kalamata |
|       | Vorlage:RSIGN/Wartung/EU-E-Einbindung | 3.800 km | S PL CZ SK H HR BIH HR MNE RKS NMK GR | Malmö – Ystad – (Fähre) Świnoujście – Stettin – Gorzów Wielkopolski – Świebodzin – Zielona Góra – Nowa Sól – Lubin – Legnica – Jelenia Góra Mladá Boleslav – Prag – Humpolec – Jihlava – Brünn – Břeclav Bratislava Mosonmagyaróvár – Szombathely – Körmend – Zalaegerszeg – Nagykanizsa Varaždin – Zagreb – Karlovac – Rijeka – Zadar – Šibenik – Split – Opuzen Neum Dubrovnik Podgorica – Bijelo Polje Mitrovica – Pristina – Ferizaj Skopje – Ohrid – Bitola Florina – Kozani – Larisa – Lamia – Patras – Korinth – Tripoli – Kalamata – Sparta – Gythio – (Fähre) – Kissamos – Chania                                                     |
|       | Vorlage:RSIGN/Wartung/EU-E-Einbindung | 4.340 km | N FIN PL CZ SK H SRB NMK GR           | Vardø Utsjoki – Ivalo – Sodankylä – Rovaniemi – Kemi – Oulu – Jyväskylä – Lahti – Helsinki – (Fähre) Danzig – Świecie – Toruń – Krośniewice – Łódź – Piotrków Trybunalski – Częstochowa – Będzin – Katowice – Tychy – Bielsko-Biała Český Těšín Žilina – Trenčín – Trnava – Bratislava Mosonmagyaróvár – Győr – Tatabánya – Budapest – Kecskemét – Szeged Subotica – Novi Sad – Belgrad – Niš Skopje – Veles – Gevgelija Thessaloniki – Larisa – Lamia – Theben – Athen – Piräus – (Fähre) – Chania – Iraklio – Sitia |
|       | Vorlage:RSIGN/Wartung/EU-E-Einbindung | 1.400 km | LT BY UA RO BG TR GR                  | Klaipėda – Kaunas – Vilnius Lida – Slonim – Brest Kowel – Luzk – Dubno – Ternopil – Czernowitz Suceava – Bacău – Focșani – Buzău – Urziceni – Bukarest – Giurgiu Russe – Bjala – Weliko Tarnowo – Kasanlak – Stara Sagora – Dimitrowgrad – Chaskowo – Swilengrad Edirne Alexandroupoli |
|       | Vorlage:RSIGN/Wartung/EU-E-Einbindung | 1.801 km | RUS BY UA TR                          | Sankt Petersburg – Pskow – Ostrow Wizebsk – Orscha – Mahiljou – Dousk – Homel Tschernihiw – Kiew – Uman – Odessa Samsun – Merzifon |

### Hauptnetz, von Nord nach Süd
| Karte | Nummer                                | Länge        | Staaten               | Verlauf |
| ----- | ------------------------------------- | ------------ | --------------------- | --- |
|       | Vorlage:RSIGN/Wartung/EU-E-Einbindung | 2.509 km     | GB IRL E P E          | Larne – Belfast Dundalk – Dublin – Rosslare Harbour Unterbrechung A Coruña – Vigo Porto – Coimbra – Santarém – Lissabon – Setúbal – Faro Huelva – Sevilla                                                                     |
|       | Vorlage:RSIGN/Wartung/EU-E-Einbindung | 459 km       | F                     | Cherbourg – Avranches – Rennes – Nantes – Usseau |
|       | Vorlage:RSIGN/Wartung/EU-E-Einbindung | 1.509 km     | S FIN                 | Helsingborg – Jönköping – Norrköping – Södertälje – Stockholm – Uppsala – Gävle – Sundsvall – Örnsköldsvik – Umeå – Luleå – Haparanda Tornio                                                                                  |
|       | Vorlage:RSIGN/Wartung/EU-E-Einbindung | 3.140 km     | S N                   | Trelleborg – Malmö – Helsingborg – Göteborg – Uddevalla Oslo – Lillehammer – Dombås – Trondheim – Majavatn – Mo i Rana – Narvik – Alta – Kirkenes                                                                             |
|       | Vorlage:RSIGN/Wartung/EU-E-Einbindung | 247 km       | F E                   | Pau – Oloron Jaca – Huesca – Saragossa |
|       | Vorlage:RSIGN/Wartung/EU-E-Einbindung | 967 km       | F E                   | Orléans – Vierzon – Châteauroux – Limoges – Brive-la-Gaillarde – Montauban – Toulouse Puigcerdà – Manresa – Barcelona |
|       | Vorlage:RSIGN/Wartung/EU-E-Einbindung | 570 km       | F                     | Vierzon – Bourges – Montluçon – Clermont-Ferrand – Millau – Béziers |
|       | Vorlage:RSIGN/Wartung/EU-E-Einbindung | 230 km       | GB                    | Leeds – Sheffield – Nottingham – Leicester – Northampton – London |
|       | Vorlage:RSIGN/Wartung/EU-E-Einbindung | 670 km       | B F                   | Antwerpen – Gent – Kortrijk Lille – Arras – Cambrai – Laon – Reims – Châlons-en-Champagne – Troyes – Langres – Beaune |
|       | Vorlage:RSIGN/Wartung/EU-E-Einbindung | 591 km       | NL B F                | Amsterdam – Den Haag – Rotterdam – Breda Antwerpen – Brüssel – Mons Valenciennes – Cambrai – Compiègne – Paris |
|       | Vorlage:RSIGN/Wartung/EU-E-Einbindung | 458 km       | F CH                  | Metz – Nancy – Toul – Langres – Dijon – Dole Genf |
|       | Vorlage:RSIGN/Wartung/EU-E-Einbindung | 391 km       | F CH                  | Metz – Nancy – Épinal – Vesoul – Besançon – Pontarlier Lausanne |
|       | Vorlage:RSIGN/Wartung/EU-E-Einbindung | 283 km       | F CH I                | Belfort – Delémont Biel/Bienne – Bern – Martigny Aosta |
|       | Vorlage:RSIGN/Wartung/EU-E-Einbindung | 283 km       | D L D                 | Köln / Weilerswist – Euskirchen – Prüm – Bitburg Luxemburg Saarbrücken – Sarreguemines |
|       | Vorlage:RSIGN/Wartung/EU-E-Einbindung | 538 km       | NL D                  | Rotterdam – Gorinchem – Nijmegen Moers – Krefeld – Neuss – Köln – Koblenz – Bingen – Alzey – Ludwigshafen am Rhein – Hockenheim                                                                                               |
|       | Vorlage:RSIGN/Wartung/EU-E-Einbindung | 124 km       | I                     | Parma – La Spezia |
|       | Vorlage:RSIGN/Wartung/EU-E-Einbindung | 336 km       | D                     | Bremen / Delmenhorst – Cloppenburg – Osnabrück – Münster – Dortmund – Hagen – Wuppertal – Remscheid – Köln |
|       | Vorlage:RSIGN/Wartung/EU-E-Einbindung | 1.330 km     | N DK                  | Trondheim – Molde – Bergen – Stavanger – Kristiansand – (Fähre) Hirtshals – Aalborg |
|       | Vorlage:RSIGN/Wartung/EU-E-Einbindung | 788 km       | D CH                  | Dortmund – Hagen – Siegen – Wetzlar – Hanau – Aschaffenburg – Würzburg – Heilbronn – Stuttgart – Böblingen – Herrenberg – Bad Dürrheim – Singen (Hohentwiel) Schaffhausen – Winterthur – Zürich – Rotkreuz – Schwyz – Altdorf |
|       | Vorlage:RSIGN/Wartung/EU-E-Einbindung | 514 km       | D A CH                | Würzburg – Feuchtwangen – Heidenheim – Ulm – Memmingen – Lindau Bregenz Sargans – Chur – Bellinzona |
|       | Vorlage:RSIGN/Wartung/EU-E-Einbindung | 290 km       | S DK D                | Helsingborg – (Fähre) Helsingør – Kopenhagen – Rødbyhavn – (Fähre Vogelfluglinie) Puttgarden – Lübeck |
|       | Vorlage:RSIGN/Wartung/EU-E-Einbindung | 740 km       | D CZ A                | Magdeburg – Halle – Leipzig – Weißenfels – Schleiz – Plauen Cheb – Karlsbad – Pilsen – České Budějovice Horn – Stockerau – Wien                                                                                               |
|       | Vorlage:RSIGN/Wartung/EU-E-Einbindung | 410 km       | D                     | Berlin – Dessau – Leipzig – Weißenfels – Schleiz (E 40 – Erfurt) – Hof – Bayreuth – Nürnberg |
|       | Vorlage:RSIGN/Wartung/EU-E-Einbindung | 285 km       | CZ D                  | Plzeň Deggendorf – Landshut – München |
|       | Vorlage:RSIGN/Wartung/EU-E-Einbindung | 390 km       | A SLO                 | Sattledt – Liezen – Graz Maribor – Celje – Ljubljana |
|       | Vorlage:RSIGN/Wartung/EU-E-Einbindung | 644 km       | CZ A SLO HR           | Jihlava – Znojmo Stockerau – Wien – Wiener Neustadt – Graz Maribor – Ptuj Zagreb |
|       | Vorlage:RSIGN/Wartung/EU-E-Einbindung | 285 km       | A SLO I HR            | Villach Kranj – Ljubljana – Postojna Triest Rijeka |
|       | Vorlage:RSIGN/Wartung/EU-E-Einbindung | ca. 1.100 km | FIN                   | Sodankylä – Kuusamo – Kajaani – Kuopio – Jyväskylä – Tampere – Turku |
|       | Vorlage:RSIGN/Wartung/EU-E-Einbindung | 1.697 km     | FIN EST LV LT PL CZ   | (Via Baltica) Helsinki (Fähre) Tallinn – Pärnu Riga Panevėžys – Kėdainiai – Kaunas – Marijampolė Białystok – Warschau – Piotrków Trybunalski – Wieluń – Kępno – Breslau – Kłodzko Hradec Králové – Poděbrady – Prag           |
|       | Vorlage:RSIGN/Wartung/EU-E-Einbindung | 129 km       | N                     | Olderfjord – Nordkapp |
|       | Vorlage:RSIGN/Wartung/EU-E-Einbindung | 989 km       | SK H HR BIH HR        | Košice Miskolc – Hatvan – Budapest – Székesfehérvár – Siófok – Fonyód – Nagykanizsa Varaždin – Zagreb – Karlovac Bihać – Bosanski Petrovac Knin – Split                                                                       |
|       | Vorlage:RSIGN/Wartung/EU-E-Einbindung | 704 km       | H HR BIH              | Budapest – Szekszárd – Mohács Osijek Doboj – Zenica – Sarajevo – Mostar – Opuzen |
|       | Vorlage:RSIGN/Wartung/EU-E-Einbindung | 1.690 km     | RUS LV LT RUS PL SK H | Pskow Riga Šiauliai Sowetsk – Kaliningrad Elbląg – Ostróda – Płońsk – Warschau – Radom – Kielce – Krakau Ružomberok – Zvolen Budapest                                                                                         |
|       | Vorlage:RSIGN/Wartung/EU-E-Einbindung | ca. 1.250 km | RO BG GR              | Oradea – Brad – Deva – Petroșani – Craiova Widin – Botewgrad – Sofia – Blagoewgrad Serres – Thessaloniki |
|       | Vorlage:RSIGN/Wartung/EU-E-Einbindung | 930 km       | UA RO                 | Mukatschewo Satu Mare – Cluj-Napoca – Turda – Alba Iulia – Sebeș – Sibiu – Râmnicu Vâlcea – Pitești – Bukarest – Constanța |
|       | Vorlage:RSIGN/Wartung/EU-E-Einbindung | 266 km       | BG                    | Polsko Kosowo – Plewen – Jablaniza – Botewgrad |
|       | Vorlage:RSIGN/Wartung/EU-E-Einbindung | 2.030 km     | UA RO BG TR           | Odessa – Ismajil – Bolhrad – Reni Galați – Tulcea – Constanța Warna – Burgas Babaeski – Havsa – Keşan – Çanakkale – Edremit – Bergama – Izmir – Aydın – Denizli – Antalya                                                     |
|       | Vorlage:RSIGN/Wartung/EU-E-Einbindung | 147 km       | TR                    | Gerede – Ankara |
|       | Vorlage:RSIGN/Wartung/EU-E-Einbindung | 170 km       | TR                    | Ceyhan – İskenderun – Antakya (– Syrien) |
|       | Vorlage:RSIGN/Wartung/EU-E-Einbindung | - km         | RUS UA                | Orjol – Trosna Kiew – Bila Zerkwa – Uman – Odessa (Die E93 wurde durch Novellierung des European Agreement on Main International Traffic Arteries (AGR) aufgehoben)                                                           |
|       | Vorlage:RSIGN/Wartung/EU-E-Einbindung | ca. 1.360 km | RO RUS GE TR          | Cherson – Dschankoj – Kertsch – Noworossijsk – Sotschi Sochumi – Poti – Batumi Trabzon – Aşkale |
|       | Vorlage:RSIGN/Wartung/EU-E-Einbindung | 750 km       | AZ TR                 | Doğubeyazıt Van – Tatvan – Silvan (Diyarbakır) – Diyarbakır – Siverek – Şanlıurfa |

### Hauptnetz, östlich der E99
| Karte | Nummer                                | Länge    | Staaten      | Verlauf | Verlauf |
| ----- | ------------------------------------- | -------- | ------------ | --- | ------- |
|       | Vorlage:RSIGN/Wartung/EU-E-Einbindung | 850 km   | RUS UA       | Moskau – Kaluga – Brjansk Hluchiw – Kiew |         |
|       | Vorlage:RSIGN/Wartung/EU-E-Einbindung | 3.876 km | N RUS UA     | Kirkenes Petschenga – Murmansk – Petrosawodsk – Nowaja Ladoga – Sankt Petersburg – Weliki Nowgorod – Wyschni Wolotschok – Torschok – Twer – Klin – Moskau – Podolsk – Serpuchow – Tula – Orjol – Trosna – Kursk – Belgorod Charkiw – Nowomoskowsk – Saporischschja – Melitopol – Simferopol – Jalta |         |
|       | Vorlage:RSIGN/Wartung/EU-E-Einbindung | 2.807 km | RUS          | Jaroslawl – Moskau – Kaschira – Woronesch – Rostow am Don – Krasnodar – Noworossijsk |         |
|       | Vorlage:RSIGN/Wartung/EU-E-Einbindung | 1.100 km | RUS GE AM    | Mineralnyje Wody – Pjatigorsk – Wladikawkas Tiflis – Marneuli Wanadsor – Jerewan – Goris – Meghri |         |
|       | Vorlage:RSIGN/Wartung/EU-E-Einbindung | 2.630 km | RUS AZ       | Moskau – Kaschira – Tambow – Borissoglebsk – Wolgograd – Astrachan – Machatschkala Baku – Astara |         |
|       | Vorlage:RSIGN/Wartung/EU-E-Einbindung | 2.700 km | RUS KZ TM    | Samara Oral – Atyrau Türkmenbaşy – Gyzylarbat – Gyzyletrek |         |
|       | Vorlage:RSIGN/Wartung/EU-E-Einbindung | 2.840 km | RUS KZ UZ TJ | Tscheljabinsk Qostanai – Schesqasghan – Qysylorda – Schymkent Taschkent Duschanbe |         |
|       | Vorlage:RSIGN/Wartung/EU-E-Einbindung | 2.600 km | KZ KG        | Petropawl – Astana – Qaraghandy – Balqasch – Almaty Bischkek – Naryn (– Volksrepublik China) |         |
|       | Vorlage:RSIGN/Wartung/EU-E-Einbindung | 1.237 km | RUS KZ       | Omsk Pawlodar – Semei – Saissan (– Volksrepublik China) |         |

## Zwischennetz

### E134 bis E592
| Europastraße                                    | Streckenverlauf                                                               | Durchquerte Staaten |
| ----------------------------------------------- | ----------------------------------------------------------------------------- | ------------------- |
| Europastraße 134                                | Haugesund – Drammen                                                           | N                   |
| Europastraße 136                                | Ålesund – Dombås                                                              | N                   |
| Europastraße 201                                | Cork – Port Laoise                                                            | IRL                 |
| Europastraße 231                                | Amsterdam – Hilversum – Amersfoort                                            | NL                  |
| Europastraße 232                                | Amersfoort – Zwolle – Hoogeveen – Assen – Groningen                           | NL                  |
| Europastraße 233                                | Hoogeveen – Emmen – Meppen – Cloppenburg                                      | NL, D               |
| Europastraße 234                                | Cuxhaven – Bremerhaven – Bremen – Walsrode                                    | D                   |
| Europastraße 251                                | Sassnitz – Neubrandenburg – Berlin                                            | D                   |
| Europastraße 261                                | Świecie – Bydgoszcz – Gniezno – Posen – Rawicz – Breslau                      | PL                  |
| Europastraße 262                                | Kaunas – Ukmergė – Daugavpils – Rēzekne – Ostrow                              | LT, LV, RUS         |
| Europastraße 263                                | Tallinn – Tartu – Luhamaa                                                     | EST                 |
| Europastraße 264                                | Jõhvi – Tartu – Valga – Valka – Valmiera – Inčukalns                          | EST, LV             |
| Europastraße 265                                | Tallinn – Paldiski – (Fähre) – Kapellskär                                     | EST, S              |
| Europastraße 271                                | Minsk – Babrujsk – Homel                                                      | BY                  |
| Europastraße 272                                | Klaipėda – Palanga – Panevėžys – Ukmergė – Vilnius                            | LT                  |
| Europastraße 311                                | Utrecht – Gorinchem – Breda                                                   | NL                  |
| Europastraße 312                                | Vlissingen – Goes – Bergen op Zoom – Roosendaal – Breda – Tilburg – Eindhoven | NL                  |
| Europastraße 313                                | Antwerpen – Hasselt – Lüttich                                                 | B                   |
| Europastraße 314                                | Löwen – Genk – Heerlen – Aachen                                               | B, NL, D            |
| Europastraße 331                                | Dortmund – Werl – Kassel                                                      | D                   |
| Europastraße 371                                | Radom – Ostrowiec Świętokrzyski – Rzeszów – Krosno – Prešov                   | PL, SK              |
| Europastraße 372                                | Warschau – Lublin – Lwiw                                                      | PL, UA              |
| Europastraße 373                                | Lublin – Kowel – Korosten – Kiew                                              | PL, UA              |
| Europastraße 381 (aus dem ECE-Katalog gelöscht) | Kiew – Hluchiw – Orjol                                                        | UA, RUS             |
| Europastraße 391                                | Hluchiw – Trosna – Orjol                                                      | UA, RUS             |

| Europastraße                                           | Streckenverlauf | Durchquerte Staaten     |
| ------------------------------------------------------ | --- | ----------------------- |
| Europastraße 401                                       | Saint-Brieuc – Dinan – Avranches – Caen | F                       |
| Europastraße 402                                       | Calais – Boulogne-sur-Mer – Abbeville – Neufchâtel-en-Bray – Rouen – Alençon – Le Mans                                                     | F                       |
| Europastraße 403                                       | Zeebrugge – Brügge – Roeselare – Kortrijk – Tournai                                                                                        | B                       |
| Europastraße 404                                       | Jabbeke – Zeebrugge / Brügge | B                       |
| Europastraße 411                                       | Brüssel – Namur – Neufchâteau – Arlon – Longwy – Metz / Uckange                                                                            | B, F                    |
| Europastraße 420                                       | Nivelles – Charleroi – Rethel – Reims | B, F                    |
| Europastraße 421                                       | Aachen – Eynatten – Eupen – Malmedy – Sankt Vith – Luxemburg                                                                               | D, B, L                 |
| Europastraße 422                                       | Trier – Saarbrücken | D                       |
| Europastraße 429                                       | Tournai – Halle | B                       |
| Europastraße 441                                       | Hof – Plauen – Zwickau – Chemnitz | D                       |
| Europastraße 442                                       | Karlsbad – Chomutov – Most – Teplice – Děčín – Liberec – Turnov – Hradec Králové – Svitavy – Olmütz – Hranice – Valašské Meziříčí – Žilina | CZ, SK                  |
| Europastraße 451                                       | Gießen – Frankfurt am Main – Darmstadt – Mannheim                                                                                          | D                       |
| Europastraße 461                                       | Svitavy – Brünn – Pohořelice – Wien | CZ, A                   |
| Europastraße 462                                       | Brünn – Vyškov – Olmütz – Hranice – Nový Jičín – Český Těšín – Bielsko-Biała – Krakau                                                      | CZ, PL                  |
| Europastraße 471                                       | Lwiw – Mukatschewo | UA                      |
| Europastraße 501                                       | Le Mans – Angers | F                       |
| Europastraße 502                                       | Le Mans – Tours | F                       |
| Europastraße 511                                       | Courtenay – Sens – Troyes | F                       |
| Europastraße 512                                       | Remiremont – Mülhausen | F                       |
| Europastraße 531                                       | Offenburg – Villingen-Schwenningen – Bad Dürrheim – Donaueschingen                                                                         | D                       |
| Europastraße 532                                       | Memmingen – Kempten (Allgäu) – Füssen – Telfs                                                                                              | D, A                    |
| Europastraße 533                                       | München – Garmisch-Partenkirchen – Mittenwald – Seefeld in Tirol – Innsbruck                                                               | D, A                    |
| Europastraße 551                                       | Humpolec – Pelhřimov – Ceské Budejovice | CZ                      |
| Europastraße 552                                       | München – Braunau – Ried im Innkreis – Wels – Linz                                                                                         | D, A                    |
| Europastraße 571                                       | Bratislava – Nitra – Zvolen – Lučenec – Rožňava – Košice                                                                                   | SK                      |
| Europastraße 572                                       | Trenčín – Prievidza – Žiar nad Hronom | SK                      |
| Europastraße 573                                       | Uschhorod – Tschop – Nyíregyháza – Debrecen – Püspökladány                                                                                 | UA, H                   |
| Europastraße 574                                       | Bacău – Onești – Brașov – Pitești – Craiova                                                                                                | RO                      |
| Europastraße 575                                       | Bratislava – Dunajská Streda – Veľký Meder – Medveďov – Vámosszabadi – Győr                                                                | SK, H                   |
| Europastraße 576                                       | Cluj-Napoca – Dej (früher: – Suceava) | RO                      |
| Europastraße 577                                       | Ploiești – Buzău (früher: Slobozia – Brăila – Galați – Comrat – Chișinău – Kropywnyzkyj – Krementschuk – Poltawa)                          | RO (früher: RO, MD, UA) |
| Europastraße 578                                       | Sărățel – Reghin – Toplița – Gheorgheni – Miercurea Ciuc – Sfântu Gheorghe – Chichiș                                                       | RO                      |
| Europastraße 579                                       | Görbeháza – Nyíregyháza – Vásárosnamény – Beregdaróc                                                                                       | H                       |
| Europastraße 580 (nicht mehr im ECE-Katalog enthalten) | Mărășești – Tecuci – Chișinău – Tiraspol – Odessa                                                                                          | RO, MD, UA              |
| Europastraße 581                                       | Tișița – Tecuci – Bârlad – Huși – Drânceni – Leușeni – Micleușeni – Chișinău – Tiraspol – Odessa                                           | RO, MD, UA              |
| Europastraße 583                                       | Roman – Săbăoani – Iași – Bălți – Edineț – Winnyzja – Schytomyr                                                                            | RO, MD, UA              |
| Europastraße 584                                       | Poltawa – Kirowgrad – Chișinău – Giurgiulești – Galați – Slobozia                                                                          | RO, MD, UA              |
| Europastraße 591                                       | Noworossijsk – Rostow am Don | RUS                     |
| Europastraße 592                                       | Krasnodar – Dschubga | RUS                     |

### E601 bis E982
| Europastraße     | Streckenverlauf                                                                 | Durchquerte Staaten |
| ---------------- | ------------------------------------------------------------------------------- | ------------------- |
| Europastraße 601 | La Rochelle – Niort                                                             | F                   |
| Europastraße 602 | La Rochelle – Saintes                                                           | F                   |
| Europastraße 603 | Saintes – Angoulême – Limoges                                                   | F                   |
| Europastraße 604 | Tours – Vierzon                                                                 | F                   |
| Europastraße 606 | Angoulême – Bordeaux                                                            | F                   |
| Europastraße 607 | Chalon-sur-Saône – Paray-le-Monial                                              | F                   |
| Europastraße 611 | Lyon – Pont-d’Ain                                                               | F                   |
| Europastraße 612 | Ivrea – Turin                                                                   | I                   |
| Europastraße 641 | Wörgl – St. Johann in Tirol – Lofer – Bad Reichenhall – Salzburg                | A, D                |
| Europastraße 651 | Eben – Liezen                                                                   | A                   |
| Europastraße 652 | Klagenfurt am Wörthersee – Kranj                                                | A, SLO              |
| Europastraße 653 | Maribor – Nagykanizsa                                                           | SLO, H              |
| Europastraße 661 | Balatonkeresztúr – Böhönye – Nagyatád – Barcs – Virovitica – Banja Luka – Jajce | H, HR, BIH          |
| Europastraße 662 | Osijek – Sombor – Subotica                                                      | HR, SRB             |
| Europastraße 671 | Oradea – Arad – Timișoara                                                       | RO                  |
| Europastraße 673 | Lugoj – Ilia                                                                    | RO                  |
| Europastraße 675 | Agigea / Constanța – Negru Vodă / Kardam                                        | RO                  |
| Europastraße 691 | Aschtarak – Gjumri – Ashotsk – Wale – Turkgözü – Posof – Kars – Horasan         | AM, GE, TR          |
| Europastraße 692 | Batumi – Samtredia                                                              | GE                  |
| Europastraße 711 | Lyon – Bourgoin-Jallieu – Voreppe – Grenoble                                    | F, CH               |
| Europastraße 712 | Genf – Annecy – Chambéry – Grenoble – Sisteron – Aix-en-Provence – Marseille    | CH, F               |
| Europastraße 713 | Valence – Romans-sur-Isère – Voreppe                                            | F                   |
| Europastraße 714 | Orange – Avignon – Salon-de-Provence – Marseille                                | F                   |
| Europastraße 717 | Turin – Savona                                                                  | I                   |
| Europastraße 751 | Koper – Pula – Opatija                                                          | SLO, HR             |
| Europastraße 761 | Bihać – Zenica – Sarajevo – Užice – Čačak – Kraljevo – Paraćin – Zaječar        | BIH, SRB            |
| Europastraße 762 | Sarajevo – Nikšić – Podgorica – Shkodra – Tirana                                | BIH, MNE, AL        |
| Europastraße 763 | Belgrad – Čačak – Užice – Prijepolje – Bijelo Polje                             | SRB, MNE            |
| Europastraße 771 | Drobeta Turnu Severin – Negotin – Zaječar – Niš                                 | RO, SRB             |
| Europastraße 772 | Jablaniza – Weliko Tarnowo – Schumen                                            | BG                  |
| Europastraße 773 | Tschirpan – Stara Sagora – Nowa Sagora – Sliwen – Burgas                        | BG                  |

| Europastraße     | Streckenverlauf                                                                     | Durchquerte Staaten |
| ---------------- | ----------------------------------------------------------------------------------- | ------------------- |
| Europastraße 801 | Coimbra – Viseu – Vila Real – Chaves – Verín                                        | P, E                |
| Europastraße 802 | Bragança – Guarda – Castelo Branco – Portalegre – Estremoz – Évora – Beja – Ourique | P                   |
| Europastraße 803 | Salamanca – Plasencia – Cáceres – Mérida – Sevilla                                  | E                   |
| Europastraße 804 | Bilbao – Logroño – Tudela – Saragossa                                               | E                   |
| Europastraße 805 | Braga – Chaves                                                                      | P                   |
| Europastraße 806 | Torres Novas – Abrantes – Guarda                                                    | P                   |
| Europastraße 821 | Rom – San Cesareo                                                                   | I                   |
| Europastraße 840 | Sassari – Olbia – Civitavecchia                                                     | I                   |
| Europastraße 841 | Caserta – Nola – Salerno                                                            | I                   |
| Europastraße 842 | Neapel – Nola – Avellino – Cerignola                                                | I                   |
| Europastraße 843 | Bari – Tarent                                                                       | I                   |
| Europastraße 844 | Firmo – Sybaris                                                                     | I                   |
| Europastraße 846 | Cosenza – Crotone                                                                   | I                   |
| Europastraße 847 | Contursi Terme – Potenza – Lido di Metaponto                                        | I                   |
| Europastraße 848 | Nicastro – Catanzaro                                                                | I                   |
| Europastraße 851 | Petrovac na moru – Ulcinj – Shkodra – Pristina                                      | MNE, AL, RKS        |
| Europastraße 852 | Tirana – Elbasan – Struga – Ohrid                                                   | AL, NMK             |
| Europastraße 853 | Sarandë – Ioannina                                                                  | AL, GR              |
| Europastraße 871 | Kumanovo – Kjustendil – Pernik                                                      | NMK, BG             |
| Europastraße 881 | Bursa – İzmit                                                                       | TR                  |
| Europastraße 901 | Madrid – Tarancón – La Almarcha – Requena – Valencia                                | E                   |
| Europastraße 902 | Bailén – Jaén – Granada – Motril                                                    | E                   |
| Europastraße 903 | Mérida – Ciudad Real – Albacete – Alicante                                          | E                   |
| Europastraße 931 | Mazara del Vallo – Castelvetrano – Agrigento                                        | I                   |
| Europastraße 932 | Buonfornello – Caltanissetta – Enna – Catania                                       | I                   |
| Europastraße 933 | Trapani – Alcamo                                                                    | I                   |
| Europastraße 951 | Ioannina – Andirrio                                                                 | GR                  |
| Europastraße 952 | Agrinio – Lamia                                                                     | GR                  |
| Europastraße 961 | Tripoli – Sparta – Gythio                                                           | GR                  |
| Europastraße 962 | Thiva – Eleusis                                                                     | GR                  |
| Europastraße 981 | Afyonkarahisar – Konya – Ereğli                                                     | TR                  |
| Europastraße 982 | Mersin – Tarsus                                                                     | TR                  |

### Zwischennetz östlich der E99
| Europastraße     | Streckenverlauf                                                   | Durchquerte Staaten |
| ---------------- | ----------------------------------------------------------------- | ------------------- |
| Europastraße 001 | Marneuli – Sadachlo – Wanadsor                                    | GE, AM              |
| Europastraße 002 | Ələt – Saatlı – Meghri – Ordubad – Culfa – Naxçıvan – Sədərək     | AZ, AM, AZ          |
| Europastraße 003 | Uchquduq – Daşoguz – Aşgabat – Gaudan                             | UZ, TM              |
| Europastraße 004 | Qysylorda – Uchquduq – Buchara                                    | KZ, UZ              |
| Europastraße 005 | Gʻuzor – Samarkand                                                | UZ                  |
| Europastraße 006 | Aini – Qoʻqon                                                     | TJ, UZ              |
| Europastraße 007 | Taschkent – Qoʻqon – Andijon – Osch – Irkeschtam                  | UZ, KG              |
| Europastraße 008 | Duschanbe – Kulob – Kalaichumb – Chorugh – Murghob – Kulma        | TJ                  |
| Europastraße 009 | Jirgatal – Chorugh – Ischkoschim – Langar (– Volksrepublik China) | TJ                  |
| Europastraße 010 | Osch – Bischkek                                                   | KG                  |
| Europastraße 011 | Kokpek – Kegen – Tyup                                             | KZ, KG              |
| Europastraße 012 | Almaty – Kokpek – Tschundscha – Koktal – Chorgos                  | KZ                  |
| Europastraße 013 | Saryosek – Koktal                                                 | KZ                  |
| Europastraße 014 | Üscharal – Dostyk                                                 | KZ                  |
| Europastraße 015 | Taskesken – Bachty                                                | KZ                  |
| Europastraße 016 | Toqsan bi – Schaqsy – Atbassar – Astana                           | KZ                  |
| Europastraße 017 | Jelabuga – Nabereschnyje Tschelny – Ufa                           | RUS                 |
| Europastraße 018 | Schesqasghan – Qaraghandy – Pawlodar – Uspenka                    | KZ                  |
| Europastraße 019 | Petropawl – Toqsan bi                                             | KZ                  |